# RAF-Aussteiger
Met de term RAF-Aussteiger wordt een groep van tien mensen aangeduid uit de West-Duitse terreurbeweging Rote Armee Fraktion (RAF), die in de jaren tachtig de gewapende strijd opgaven. Zij kregen van de Oost-Duitse autoriteiten een nieuwe identiteit en kregen met hulp van de geheime dienst, de Stasi, een nieuw leven als DDR-burger. In oktober 1980 betrof het Susanne Albrecht, Christine Dümlein, Ralf Baptist Friedrich, Monika Helbing, Werner Lotze, Silke Maier-Witt, Ekkehard von Seckendorff-Gudent en Sigrid Sternebeck. In 1982 volgden Henning Beer en Inge Viett.
De logistieke steun van de Stasi aan de terroristen die in de Bondsrepubliek waren achtergebleven werd in die jaren teruggeschroefd. Na 1984 kreeg de RAF geen noemenswaardige ondersteuning meer uit de DDR. De in de DDR ondergedoken RAF-leden werden tot 1990 ondersteund. De Aussteiger werden in een boswachtershuis bij Briesen klaargestoomd tot DDR-burgers.
In de loop van de jaren tachtig werden meerdere Aussteiger door Oost-Duitse burgers herkend of door westelijke geheime diensten geïdentificeerd. Dit overkwam onder meer Maier-Witt, Albrecht en Viett, waardoor zij weer van identiteit moesten wisselen.
Tussen de val van het Oost-Duitse regime (vanaf november 1989) en juni 1990 werden de Aussteiger opgespoord en aangehouden. Albrecht, Lotze, Helbing, Maier-Witt, Beer, Viett, Sternebeck en Friedrich werden voor hun aandeel in de RAF-terreur veroordeeld. De strafbare feiten waarvan Seckendorff-Gudent en Dümlein werden verdacht waren inmiddels verjaard.